# Stellaria jacutica
Stellaria jacutica är en nejlikväxtart som beskrevs av Boris Konstantinovich Schischkin. Stellaria jacutica ingår i släktet stjärnblommor, och familjen nejlikväxter. Inga underarter finns listade i Catalogue of Life.